# Равниця (Радовлиця)
Равниця (словен. Ravnica) — поселення в общині Радовлиця, Горенський регіон, Словенія. Висота над рівнем моря: 461,4 м.